# カラウパパ

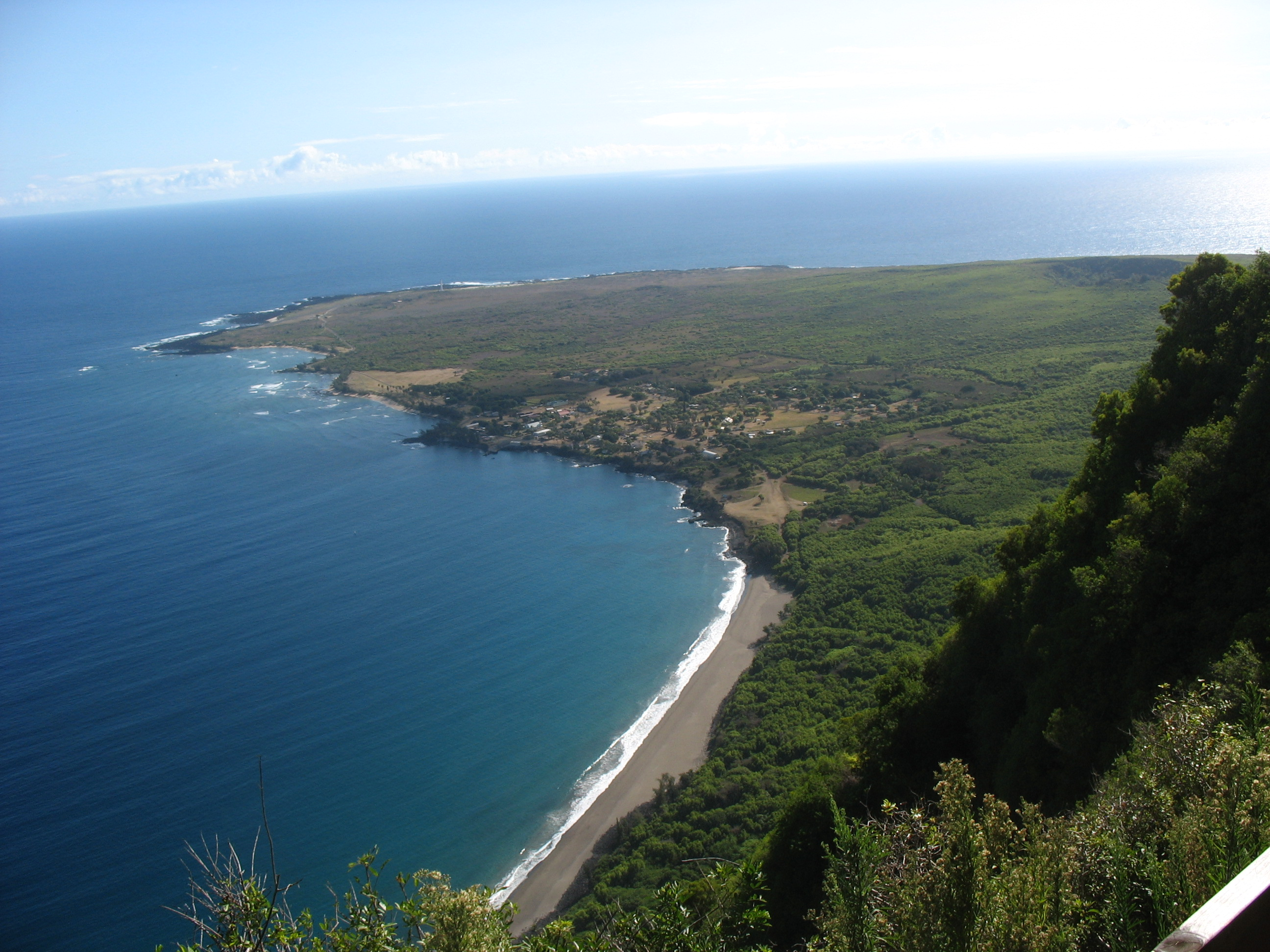
カラウパパ半島
Kalaupapa Lookoutから

北東から

カラウパパ（Kalaupapa）はアメリカ合衆国ハワイ州のモロカイ島にあるカラワオ郡内の非法人地域である。
モロカイ島の中央部の北のカラウパパ半島にあり、世界で最も高い崖（1,010 m）の麓に位置する。この崖の上にあるパラアウ州立公園のカラウパパ見晴台（Kalaupapa Lookout）から眼下に見下ろすことができる。半島の北端にはカラウパパ空港
がある。
カラウパパ国立歴史公園でもあり、かつては、ダミアン神父、マザー・マリアンネ・コープ が運営していたハンセン病コロニー（ハンセン病罹患者 最大期人口：1,200名）があった。
また、カラウパパは小型の楯状火山の名称でもある。玄武岩の単成火山であり、大型の楯状火山のモロカイ島の北側半分が大規模な地すべりで崩壊した後に形成された。山体の中心あたりにカウハコ・クレーター（Kauhakō Crater）がある。